# Lipik
Lipik je grad u Hrvatskoj, smješten u Požeško-slavonskoj županiji. Poznat je po Lipičkim toplicama, mineralnoj vodi i ergeli konja lipicancima.

## Gradska naselja
Grad Lipik sastoji se od 26 naselja (stanje 2006.), to su: Antunovac, Bjelanovac, Brekinska, Brezine, Bujavica, Bukovčani, Dobrovac, Donji Čaglić, Filipovac, Gaj, Gornji Čaglić, Jagma, Japaga, Klisa, Korita, Kovačevac, Kukunjevac, Lipik, Livađani, Marino Selo, Poljana, Ribnjaci, Skenderovci, Strižičevac, Subocka i Šeovica.

## Zemljopis
Samo naselje Lipik smješteno je u dolini rijeke Pakre te je okruženo sa sjevera obroncima Papuka, a s juga i istoka obroncima Psunja. 
- Nadmorska visina: 153 metra (154 m)
- Zemljopisna širina: 45,25° sjeverno
- Zemljopisna dužina: 17,10° istočno
- Površina područja Grada: 212 km2
- Krajolik; ravnica 40%, brežuljci 55%, planine 5%

## Stanovništvo
Broj stanovnika po popisu 2001. godine:
- Naselje Lipik; 2.300 stanovnika
- Administrativno područje Grada Lipika; 6.674 stanovnika

Broj stanovnika po popisu 2011. godine:
- Naselje Lipik; 2.258 stanovnika[4]
- Administrativno područje Grada Lipika; 6.170 stanovnika[4]

| broj stanovnika | 5421  | 7068  | 8275  | 11553 | 12616 | 13909 | 13503 | 13786 | 11867 | 12290 | 12190 | 11651 | 11335 | 11222 | 6674  | 6170  | 5127  |
|                 | 1857. | 1869. | 1880. | 1890. | 1900. | 1910. | 1921. | 1931. | 1948. | 1953. | 1961. | 1971. | 1981. | 1991. | 2001. | 2011. | 2021. |

| broj stanovnika | 228   | 421   | 567   | 814   | 971   | 1188  | 1180  | 1198  | 1407  | 1562  | 1694  | 2554  | 3243  | 3725  | 2300  | 2258  | 1967  |
|                 | 1857. | 1869. | 1880. | 1890. | 1900. | 1910. | 1921. | 1931. | 1948. | 1953. | 1961. | 1971. | 1981. | 1991. | 2001. | 2011. | 2021. |

## Uprava
- Gradonačelnik: Vinko Kasana

## Povijest
Lipik kao naselje i lječilište postoji nekih dvjestotinjak godina, no korijeni mu sežu puno dalje u povijest, točnije u vrijeme Rimskog Carstva.
U Domovinskom ratu Lipik je katastrofalno razrušen. Uništena je gospodarska infrastruktura, ali i veliki dio dobara iz kulturne baštine: razaranja na području Lipika ravna su onima u Vukovaru.

### Od začetka do II. svjetskog rata
Samo naselje i lječilište stari su dvjestotinjak godina, no korijeni mu potječu još iz rimskog doba, te postoje brojni arheološki dokazi da je kraj već u to vrijeme bio naseljen, a o Lipiku kao rimskom kupalištu govore i neki napisi više autora (dr. Hinko Kern, Luka Ilić Orlovčanin, Rudolf Horvat, Ernest Kramberger, Julije Kempf, prof. Dubravka Sokač Štimac...)
Međutim, tek u srednjem vijeku Lipik je detaljnije opisan, pa tako saznajemo da je u to doba grad pripadao vlastelinstvu "Bijela stijena". Iz 1517. godine poznat je zapis Ivana Kapistrana u kojem spominje ljekovitost "Lipičkih toplica", a kasniji putopisci pišu o ljekovitom vrelu gdje se okolno stanovništvo liječi. Često je mijenjao vlasnike, te su u njemu uživali mnogi vladari uključujući Matijaša Korvina i Nikolu Šubića Zrinskog. Od godine 1671. Lipikom je upravljala Carska komora. Nakon oslobođenja ovog prostora od Turaka 1691. godine, Lipik se spominje kao naselje u kojem je ostalo nekoliko hrvatskih seoskih obitelji - starosjedilaca. Godine 1728. car Karlo VI., car Svetog Rimskog Carstva darovao je selo Lipik, zajedno s naseljima pakračkog vlastelinstva, barunu von Imbsenu. Prema popisu stanovništva iz 1736. godine, Lipik je tada imao 44 domaćinstva. Godine 1743. Lipik kupuje barun Ims, kasnije od njega barun Franjo Trenk, zatim Šandor de Slavnica, a godine 1760. Lipik postaje vlasništvo obitelji daruvarskih grofova Janković.
Negdje iz tog vremena potječu prvi zapisi o ljekovitoj vodi po kojoj je Lipik postao poznat. Zapis iz 1777. spominje „jednu drvenu zgradu s tri kupaonice", a već 1782. toplice imaju četiri kupelji: „opću", „grofovu", „gospojinu" i „episkopovu". Tada se po prvi put počinje i mjeriti temperatura vode.
Pravi „procvat" lječilišta počinje u prvoj polovici 19. stoljeća. Grof Izidor Janković gradi tada novu kupališnu zgradu u kojoj se nalaze tri kupelji. U isto vrijeme sagrađena je i „Gostiona kod izvora", koja postaje jezgrom oko koje se nastavilo razvijati naselje. Istovremeno, ograđeno je 25 hektara zemljišta za perivoj, gradi se prvi drvored, te poznata Ergela lipicanaca. Godine 1861. grof Julije Janković prodaje cjelokupno vlastelinstvo francuskoj kompaniji „Henry D'Heureux - Gibal" koja je za svoje potrebe izgradila željezničku prugu od Lipika prema Beču, što je osobito pogodovalo kasnijem razvoju Lipika.
Lipik počinje poprimati urbani izgled od godine 1867. Tada, naime, od Francuza kupuje kupalište gospodin Antun Knoll, rodom iz Vukovara, i preuređuje ga. Izgrađen je i novi zdenac, dubok 123 metra, te je 23. veljače 1870. godine nad površinom izbio novi izvor, neobično jak i veoma vruć, jodom bogate vode. U Knollovo doba prošireno je kupalište, uređen novi veliki perivoj, sagrađen veliki broj ljetnikovaca, a kupalište je dobilo mogućnosti i ljetnog i zimskog kupanja. U te 23 godine, koliko je Knoll bio vlasnik kupališta, isušena je močvara, iskopani su arteški bunari, sagrađene su dvoje nove kupke. Istodobno, naselje je prošireno, a nasuprot kupalištu grade se vile, škola i pošta. 1872. godine sagrađen je i hotel „Garni".
Od 1890. godine novi vlasnici postaju Josip Deutsch i Ernst Schwimmer. Oni nastavljaju izgradnju i proširenje lječilišta i adaptiraju stare objekte. Po projektu budimpeštanskog arhitekta Gustava Ratha 1893. godine se gradi „Kursalon", najveći i najreprezentativniji objekt u Lipiku.
Godinu dana kasnije Lipik dobiva električnu energiju, a tri godine potom dovršena je i željeznička pruga Bartz - Banova Jaruga - Lipik - Pakrac, pa se od tada flaširana mineralna voda izvozi na šire tržište, a brojni svjetski stručnjaci dolaze u Lipik i proučavaju svojstva ljekovite vode. Godišnje je u to doba Lipikom prolazilo i po tri tisuće gostiju. Na prijelazu stoljeća, Lipik je stao u red najpoznatijih europskih lječilišta, uz bok Baden-Badenu i Karlovym Varyma.
Razvoj grada prekinuo je privremeno Prvi svjetski rat. Ponovni uspon bilježi se od 1920. godine. Vlasnikom lječilišta tada postaje zagrebačka „Zemaljska zaklada za suzbijanje tuberkuloze". Lječilište je obnovljeno i zablistalo starim sjajem. Istodobno su građeni hoteli, pansioni i vile. U toj fazi turizam je, uglavnom, bio lječilišni, a tek djelomično rekreativni. Tako je, malo po malo, počeo obuhvaćati i druge lokalitete u blizini Lipika. Ipak, Lipik je bio najjače turističko središte, pa je godine 1938. ubilježen kao drugi grad po broju noćenja u tadašnjoj kraljevini Jugoslaviji.
Po drugi put razvoj lječilišta prekida rat. Kroničari pišu kako su se teška ratna stradanja od 1941. do 1945. odrazila znatno i na lipičkom turizmu. Unatoč tome, prve bolesnike lječilište prima već 1946. godine, gotovo odmah po završetku rata. U to se vrijeme radilo sezonski, samo nekoliko ljetnih mjeseci, a za vrijeme „mrtve sezone" lječilište se moderniziralo. Tijekom sljedećih deset godina lječilište se povećava adaptacijama i dogradnjama, a sagrađen je i olimpijski plivački bazen. Šezdesetih godina preuređuje se tadašnji „Hotel Lipik", te dobiva i novo ime „Hotel Begovača".

### Druga polovica XX. stoljeća
Lječilište Lipik postaje 1971. godine Bolnica za neurološke bolesti i rehabilitaciju „Božidar Maslarić". Sljedećih dvadesetak godina Bolnica sve više prerasta u suvremenu medicinsku ustanovu. Od nekadašnjeg lječilišta s tri kupke prerasla je u moderno opremljenu bolnicu s više od 400 kreveta, u kojoj se liječe i rehabilitiraju bolesnici s neurološkim, reumatskim, ortopedskim i vaskularnim bolestima, kao i bolesnici s post-traumatskim smetnjama.
Istodobno s lječilišnim kompleksom razvijao se i rastao i sam gradić. Iako je lječilište dominiralo gradom, tvornica ravnog stakla i proizvodnja mineralne vode dodali su Lipiku i industrijska obilježja. No, ipak, industrija nije potisnula turizam; sadržaji novosagrađenog hotela „Lipik", dobro upotpunjeni zabavno-trgovačkim centrom, kuglanom, školom jahanja, novim kompleksom bazena, teniskim igralištima te mogućnostima lova i ribolova predstavljali su i dalje neodoljiv mamac za tisuće turista. Lipik je, u to doba, sasvim opravdano nosio epitet turističkog grada.
Temperatura vode pri izvoru je 60°C, bogata je mineralima fluora, natrija, kalcija te je pogodna za lječenje bolesti lokomotornog sustava, išijasa, lumbarga, multiple skleroze i dr. U liječenju se koristi i ljekovitim muljem. Mineralna voda upotrebljava se za piće, a na tržištu je poznata pod nazivom „Studenac", „Studena", „Deit". Lipički je kraj također poznat po uzgoju lijepih i cijenjenih konja lipicanaca u obližnjem Izidorovcu, gdje je Izidor Janković početkom XIX. stoljeća pokrenuo njihov uzgoj. U okolici postoje mogućnosti lova i ribolova, a dobra cestovna i željeznička povezanost privlače mnogobrojne izletnike i turiste. Kursalon, Wandelbahn, bazeni, ergela, hoteli, vile, fontane, perivoji i park neke su od znamenitosti koje Lipik posjeduje.
Osim urbanista i arhitekata koji su maštali o obnovi lipičkog perivoja i mnogi su poslovni ljudi iz svijeta bili zainteresirani za ulaganje u razvoj Lipika. Još početkom lipnja 1991. godine njemački poduzetnik Uwe Paschen bio je ozbiljno zainteresiran za obnovu Lipika. Po njegovim vlastitim riječima, bio je siguran da bi Lipik, uz izvjesna ulaganja, mogao zasjeniti i ona najbolja razdoblja iz svoje povijesti. U tu je svrhu gospodin Paschen bio spreman uložiti čak 20 milijuna njemačkih maraka. Kako je sam tada izjavio, „Čitav je kraj jednostavno prelijep, prometni položaj turističko-rekreacijskog centra neobično pogodan, arhitektura starih objekata atraktivna. Kad tome dodate ljekovitu vodu, spektar medicinskih usluga, mogućnosti za lov i ribolov, rekreaciju, sport i zabavu dobili ste sve što treba imati jedno moderno turističko središte."

### Od Domovinskog rata do danas
Lipik je teško stradao u domovinskom ratu, pod topničkom baljbom srpskih pobunjenika.
„Kursalon" i hotel "Lipik" izgorjeli su nakon dana i pol neprekidnog gađanja eksplozivnim i zapaljivim projektilima. Kompleks bazena je uništen granatiranjem, perivoj je ozbiljno stradao od brojnih eksplozija projektila, a još više od njihovih krhotina i motornih pila. Bolnica je ozbiljno oštećena, kao i gotovo 90% stambenih objekata u Lipiku. Žestina razaranja bila je ravna onoj u Vukovaru, a po broju projektila na kvadratni metar površine vjerojatno i veća. Bolnica je bila prva na udaru, teško su oštećeni dječji vrtić i osnovna škola, spaljen je Dom za nezbrinutu djecu, potpuno je uništena lipička ergela lipicanaca, katolička je crkva eksplozivom raznesena doslovce do temelja.
Lipik je oslobođen 6. prosinca 1991. godine te je prvi oslobođeni grad u Domovinskom ratu. Hrvatska pobjeda je izvojevana u vrlo nepovoljnom odnosu snaga od 1:10.
Iako je većina obiteljskih kuća, javne infrastrukture i gospodarskih objekata obnovljena, još uvijek stanje grada nije dovedeno u predratno stanje.
Gospodarski razvitak ponovno je u zamahu, ali postoji ipak nedostatak turističkih kapaciteta i sadržaja. Da bi se sve ponovo izgradilo, nedostaje prije svega financijskih sredstava, jer planovi i studije već odavno postoje.

## Poznate osobe
- Jadranka Kosor, premijerka Republike Hrvatske, novinarka i političarka, živjela je i polazila osnovnu školu u Lipiku, no rođena je u Pakracu.
- Franjo Emanuel Hoško - franjevac

## Spomenici i znamenitosti
Povijesni perivoj u Lipiku vrtni je spomenik kulture.

Zgrada Kursalona najveća je i najreprezentativnija građevina u Lipiku. Izgrađena je 1893. godine na južnoj strani perivoja, po projektu Gustava Ratha iz Budimpešte u stilu visoke renesanse.

Godine 1893. izgrađeno je u neposrednoj blizini Kursalona i natkriveno šetalište Wandelbahn.

Drvena kapela sv. Andrije u Brezinama. Spomenik kulture A-kategorije. Jedina drvena crkva u Slavoniji, održana u izvornom izgledu. Brezine su naselje u sastavu grada Lipika, udaljeno oko 8 km.

## Obrazovanje

### Osnovna škola Lipik
Dan ustanove je 29. svibnja. 
Učenici OŠ Lipik se posebno ponose svojim uspjesima u ekologiji, ženskom rukometu, nogometu i aktivnostima u vatrogasnoj mladeži. Geslo škole je: Grad bez parka isto je što i tijelo bez duše, a Lipik ima svoju dušu i ljude u njoj. 

### Osnovna škola Grigor Vitez
Škola je aktivno uključena u projekte očuvanja okoliša, pa je 2002. godine stekla i status Međunarodne eko-škole; 22. ožujka 2002. dodijeljena joj je po prvi puta Zelena zastava i certifikat, a status je obnovljen i 23. travnja 2004.

## Kultura

### Multikulturalni centar
Centar je smješten u zgradi stare pučke škole, sagrađene 1886. godine, koja je obnovljena sredstvima Grada Lipika, Ministarstva kulture i donacijom grada - prijatelja Abano Terme.

### Gradska knjižnica i čitaonica
Gradska knjižnica i čitaonica smještena je u zgradi Multikulturalnog centra.

### Likovna umjetnost
Likovni umjetnici:
- Matija Grgurević, keramičar i slikar
- Vlado Paurić, slikar naivac
- dr. Oto Kraml, slikar amater
- Ivan Bukvić, slikar amater
- Mato Bišćan, slikar amater
- Nikolina Zanetti, slikarica, studentica Akademije likovnih umjetnosti u Zagrebu
- Josip Boštik, višegodišnji veleposlanik Austro-Ugarske Monarhije s vilom u Lipiku

U Lipiku se od 1998. godine tradicionalno tijekom ljeta održava slikarska kolonija pod nazivom "Lipiku s ljubavlju". Ovu koloniju Grad sponzorira potrošnim materijalom, a slikari doniraju svoje radove za buduću gradsku galeriju, koja će biti osnovana u gradskom Multikulturalnom centru.

### KUD Zeleni Gaj
Kulturno umjetničko društvo iz Gaja osnovano je 1976. godine. Kroz svoju tamburašku, folklornu i dramsku sekciju nastoje očuvati narodne pjesme, plesove i običaje svoga sela i lipičkog kraja. 
Društvo ima 110 članova, od kojih je aktivno 42. Do sada su nastupali na brojnim smotrama folklora u Republici Hrvatskoj: Đakovačkim vezovima, Vinkovačkim jesenima, Zagrebačkoj međunarodnoj smotri folklora, smotri LIDAS u Pleternici i drugima. Društvo vrlo često nastupa povodom raznih priredbi koje priređuje grad Lipik, kao i druge ustanove i udruge iz grada Lipika, a također su imali i nekoliko uspješnih gostovanja u inozemstvu; u Njemačkoj, Mađarskoj i Francuskoj. Početkom 2004. godine KUD Zeleni gaj je su u svojem matičnom mjestu otvorio i etno-muzej, sa stalnom izložbom narodnih nošnji, uporabnih predmeta i drugih kulturnih blaga iz starina. Članovi društva nastupaju u svojim izvornim narodnim nošnjama, od kojih su neke stare i do stotinjak godina. 

### Gradski pjevački zbor Lipik
Zbor danas ima 35 članova i redovito održava probe 2 puta tjedno pod vodstvom prof. Jadranke Radonić - Sirovica. Gradski zbor Lipik je mješoviti pjevački zbor i okuplja građane različitih starosnih skupina i zanimanja. Iako prema godinama postojanja spada u mlađe pjevačke zborove, njegovi članovi već su sudjelovali na mnogo manifestacija obilježavanja vjerskih blagdana, obljetnica iz Domovinskog rata, te susreta pjevačkih zborova iz Požeško-slavonske i susjednih županija, a nastupe su odžavali u Lipiku, Pakracu, Požegi, Zagrebu te u Mađarskoj. Zbor tradicionalno njeguje suradnju sa svojim prijateljima iz grada Šikloš u Mađarskoj, te je organizirao susret pjevačkih zborova, s ciljem obogaćivanja kulturnog ljeta u Lipiku.

## Šport
- NK Lipik 1925
- RK Lipik
- KK Lipik 1974

Od 1999. održava se Međunarodni streetball turnir Lipik. Od 2016. turnir je Lipik 3x3 Challenger, turnir iz kvalifikacijske serije za 3x3 World Tour. Jedan je od najjačih turnira iz Challenger serije.
Od 2003. održava se Božićni malonogometni turnir Lipik.

## Zanimljivosti
Po Lipiku je ime dobio krater na Marsu.
Lipik je osamdesetih godina 20. stoljeća bio najpoželjnija i najposjećenija kontinentalna turistička destinacija bivše države, a među turistima je bio poznat i kao "kontinentalna Opatija".

## Vanjske poveznice

### Sestrinski projekti
|  | Zajednički poslužitelj ima još gradiva o temi Lipik |

### Mrežna sjedišta
- Službene stranice Grada Lipika
- LiPa.net - neovisni portal gradova Lipik i Pakrac
- TAKOdobra.com - portal za mlade Lipika, Pakraca i okolice  Arhivirana inačica izvorne stranice od 18. veljače 2007. (Wayback Machine)
- Službene stranice Hrvatskog centra za konjogojstvo i Državne ergele Lipik  Arhivirana inačica izvorne stranice od 31. srpnja 2010. (Wayback Machine)